# Yanni Live at the Acropolis
Yanni Live at the Acropolis is de naam van een album en video uitgebracht door Yanni, live opgenomen in het Odeion van Herodes Atticus-theater aan de voet van de Akropolis van Athene in Griekenland uitgevoerd op 25 september 1993 en uitgebracht in 1994. Het album kwam op de eerste plaats terecht op Billboards "Top New Age Album"-lijst en op #5 op de "Billboard 200"-lijst in hetzelfde jaar. De video bracht 229 weken door op Billboards "Top Music Video"-lijsten en "Top VHS sales"-lijsten en kreeg in 1994 een Emmy-nominatie voor "Outstanding Individual Achievement in Lighting Direction (Electronic) for a Drama Series, Variety Series, Miniseries or a Special".
In een driejarig-televisiecontract met PBS was de live-televisiespecial een van de meest opbrengende projecten van PBS met een opbrengst van meer dan $ 13 miljoen met meer dan 750.000 video's en meer dan 7 miljoen verkochte albums wereldwijd.
Het is bekeken in 65 landen door een half miljard mensen, heeft bijna continu op de hitlijsten gestaan sinds zijn release, en is de op een na best verkochte muziekvideo van alle tijden na Michael Jacksons video Thriller met negen miljoen stuks.
De compositie Acroyali/Standing in Motion van dit album bevat het "Mozarteffect", aldus het Journal of the Royal Society of Medicine, vanwege de overeenkomst met K 448 van Mozart qua tempo, structuur, melodie en harmonische consonantie en voorspelbaarheid.
De bijbehorende concerttoer van het jaar was "Yanni Live, The Symphony Concerts 1994".

## Uitvoering
Dit was Yanni's eerste livealbum en maakt gebruik van het Royal Philharmonic Concert Orchestra onder leiding van dirigent Shardad Rohani, naast zijn eigen band. Yanni zei: "Sinds ik Griekenland meer dan twee decennia geleden verlaten heb, is het mijn droom om terug te keren en uit te voeren op de Akropolis. Dit project nam meer dan anderhalf jaar van plannen en uitvoeren in beslag en ik wil graag mijn dank betuigen aan de band en de crew, en aan de betrokken mensen bij het helpen verwerkelijken van mijn droom".
In een interview in 2004 werd drummer Charlie Adams gevraagd welke shows van de afgelopen 25+ jaar van samenwerking met Yanni in zijn herinnering gegrift stonden. Adams antwoordde: "Duidelijk de meest opwindende voor mij was Live at the Acropolis. Spelen voor meer dan 10.000 mensen elke avond, vlak onder het Parthenon in Athene, Griekenland.
Het ding dat het zo spannend maakte was dat het de eerste keer was dat Yanni thuis speelde voor zijn mede-Grieken en het gaf hem een warm gevoel in het hart. Ook was ik een drumsolo aan het spelen voor een meerderheid van de mensen die geen Engels spreken en reageerden op mijn drums, ik voelde dat de drums met hen communiceerden. Drummen en muziek zijn in feite een internationale taal. Een geweldige ervaring die me bij zal blijven voor de rest van mijn leven.
Ook toetsenist Bradley Joseph vertelt: "Wanneer ik terugkijk naar de loop der jaren is een van de hoogtepunten die mij bijgebleven is de uitvoering bij de Acropolis met Yanni. Stel je voor, al die verschillende culturen komen samen met de uitdagingen van de taal, apparatuur, reizen en weersproblemen. Ik heb nog de foto van de politie die met hun honden in de kleedkamers lopen te ruiken om elke bom-kans vlak voor de show uit te sluiten. De mensen komen nog steeds naar me toe en vertellen hoe die show hun leven heeft beïnvloed."
Dankzij dit optreden samen met andere optredens met Yanni heeft violiste Karen Briggs de titel "The Lady in Red" gekregen.

## Album
Dit album kwam op de eerste plaats terecht op Billboards "Top New Age Album"-lijst en op #5 op de "Billboard 200"-lijst in hetzelfde jaar.

### Tracklist
1. "Santorini" - 6:57
2. "Keys to Imagination" - 7:35
3. "Until the Last Moment" - 6:37
4. "The Rain Must Fall" - 7:24
5. "Felitsa" - 4:52
6. "Acroyali/Standing in Motion" (Medley) - 8:51
7. "One Man's Dream" - 3:36
8. "Within Attraction" - 7:46
9. "Nostalgia" - 5:46
10. "Swept Away" - 9:22
11. "Reflections of Passion" - 5:22

### RIAA-certificatie
Vermeldingen in de database van de Recording Industry Association of America (RIAA) (G=Gold, P=Platinum, M=Multi-Platinum):
- YANNI LIVE AT THE ACROPOLIS 05/05/94 PRIVATE MUSIC P ALBUM SOLO Std
- YANNI LIVE AT THE ACROPOLIS 05/05/94 PRIVATE MUSIC G ALBUM SOLO Std
- YANNI LIVE AT THE ACROPOLIS 09/28/94 PRIVATE MUSIC M (2) ALBUM SOLO Std
- YANNI LIVE AT THE ACROPOLIS 03/28/95 PRIVATE MUSIC M (3) ALBUM SOLO Std
- YANNI LIVE AT THE ACROPOLIS 04/23/98 PRIVATE MUSIC M (4) ALBUM SOLO Std

## Film
De filmversie werd uitgebracht in 1994 en werd in de Verenigde Staten uitgezonden op de publieke televisie en was een van de meest opbrengende onderwerpen voor PBS. Het werd bekeken in 65 landen door een half miljard mensen, en heeft bijna constant in de hitlijsten gestaan sinds de release en is de tweede best verkochte muziek-video aller tijden, met een verkoop van meer dan 7 miljoen exemplaren wereldwijd.
De videoproductie ontving in 1994 een Emmy-nominatie voor "Outstanding Individual Achievement in Lighting Direction (Electronic) for a Drama Series, Variety Series, Miniseries or a Special". This accomplishment was credited to Lee Rose (lighting director/designer), Richard Ocean (lighting director/designer), and David 'Gurn' Kaniski (lighting director/designer). [ 3 ] Deze prestatie is toegeschreven aan Lee Rose, Richard Ocean en David 'GURN' Kaniski (alle drie verlichtingsregisseur en ontwerper).
Katie Tamms van AllMovie schrijft: "Voor een uitverkochte menigte op 24 september 1993 geeft New Age-muziekartiest Yanni een optreden, begeleid door het Royal Philharmonic Orchestra, als eerste van drie historische concerten bij de Akropolis in Athene, Griekenland. Hijzelf afkomstig uit Kalamata, Griekenland, keert terug naar zijn geboorteland na meer dan 20 jaar in de Verenigde Staten. Deze videoproductie, onder leiding van de bekroonde regisseur George Veras, bevat een kijkje achter de schermen naar de creatie van de live-video, evenals backstage-interviews met Yanni en enkele van zijn muzikale entourage."

### Tracklist
1. "Santorini"
2. "Until the Last Moment"
3. "Keys to Imagination"
4. "The Rain Must Fall"
5. "Felitsa"
6. "Within Attraction"
7. "One Man's Dream"
8. "Marching Season"
9. "Nostalgia"
10. "Acroyali"
11. "Aria"
12. "Swept Away"
13. "Reflections of Passion"
14. "The End of August"

### RIAA-certificatie
Vermeldingen in de database van de Recording Industry Association of America (RIAA) (G=Gold, P=Platinum, M=Multi-Platinum):
- YANNI LIVE AT THE ACROPOLIS 05/05/94 PRIVATE MUSIC P VIDEO LONGFORM SOLO Std
- YANNI LIVE AT THE ACROPOLIS 05/05/94 PRIVATE MUSIC G VIDEO LONGFORM SOLO Std
- YANNI LIVE AT THE ACROPOLIS 08/30/94 PRIVATE MUSIC M (2) VIDEO LONGFORM SOLO Std
- YANNI LIVE AT THE ACROPOLIS 09/13/94 PRIVATE MUSIC M (3) VIDEO LONGFORM SOLO Std
- YANNI LIVE AT THE ACROPOLIS 03/28/95 PRIVATE MUSIC M (5) VIDEO LONGFORM SOLO Std
- YANNI LIVE AT THE ACROPOLIS 04/22/98 PRIVATE MUSIC M (6) VIDEO LONGFORM SOLO Std

## Musici
- Alle muziek is gecomponeerd door Yanni, behalve "Aria" dat gebaseerd is op The Flower Duet van de opera Lakmé van Léo Delibes en gepopulariseerd door verschillende British Airways televisiereclames[17]
- Orkest: The Royal Philharmonic Concert Orchestra (Londen, Engeland)
- Dirigent: Shardad Rohani

### Band
- Charlie Adams - drums
- Karen Briggs - viool
- Michael "Kalani" Bruno - percussie
- Ric Fierabracci - basgitaar
- Julie Homi - keyboards
- Bradley Joseph - keyboards
- Vioolduet in "Within Attraction" - Karen Briggs en Shardad Rohani
- Zangers voor "Aria" - Darlene Koldenhoven en Lynn Davis

### Productie
- Opname door Andy Rose.
- Samengesteld en gemixt door Yanni in zijn eigen privéstudio.
- Mastered door Chris Bellman te Bernie Grundman Mastering, Los Angeles.
- Orkestratie door Shardad Rohani, Jeffrey Silverman en John Rinehimer
- Transcripties en arrangementvoorbereidingen door Richard Boukas en Shahrdad Rohani.
- Alle muziek gepubliceerd door 23rd Street Publishing, Inc./YanniWorks, wereldwijd beheerd door 23rd Street Publishing, Inc. (ASCAP)
- Art Direction and Design door Norman Moore
- Photografie door Lynn Goldsmith